# Eva de Naharon

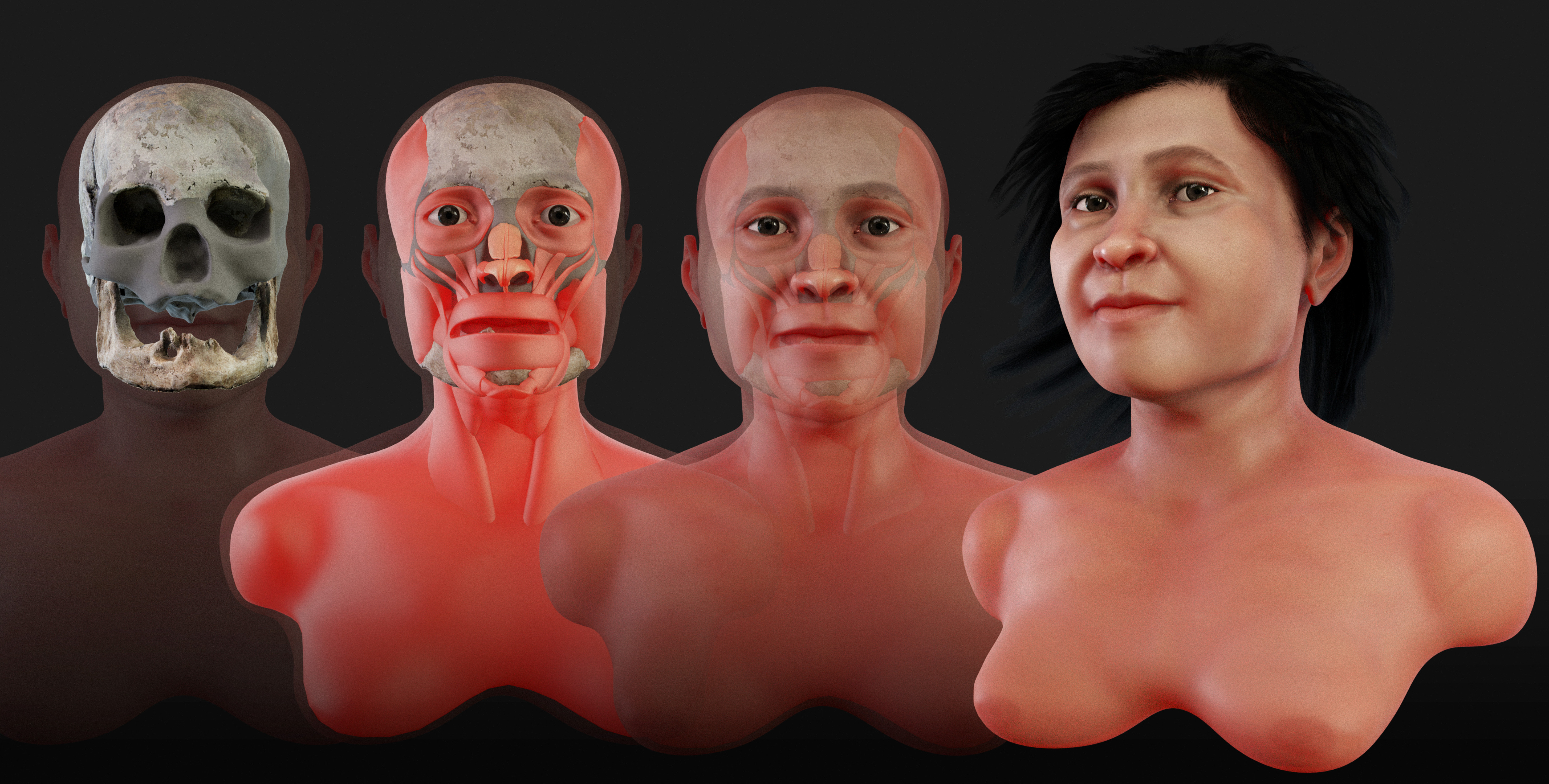
Mulher de Naharon - etapas de reconstrução facial forense por Cícero Moraes, 2018

Eva de Naharon (em castelhano:  Eva de Naharon) é o esqueleto de uma mulher de 25 a 30 anos encontrada na seção Naharon da caverna subaquática Sistema Naranjal no México, perto da cidade de Tulum, cerca de 80 milhas a sudoeste de Cancún. O sítio também está relacionado com o Sistema Sac Actun. O esqueleto é datado de carbono para 13,600 anos atrás, o que o torna o mais antigo das Américas.
Outros esqueletos encontrados dentro da caverna estão a ser dito entre 11,000 e 14.000 anos de idade.